# Bogusław Mąsior
Bogusław Mikołaj Mąsior (ur. 6 grudnia 1947 w Chrzanowie, zm. 28 października 2021 tamże) – polski polityk i działacz gospodarczy, senator III i V kadencji.

## Życiorys
Syn Romana i Marii. W 1971 ukończył studia na Wydziale Matematyczno-Fizyczno-Chemicznym Uniwersytetu Jagiellońskiego, po których podjął pracę w Południowych Zakładach Przemysłu Skórzanego „Chełmek” w Chełmku, gdzie był kolejno stażystą, technologiem i kierownikiem wydziału. Był dyrektorem Fabryki Obuwia „Chełmek” w Będzinie (1977–1996), prezesem zarządu „Butbędzin” w Będzinie (1998–1999) i dyrektorem regionu południowego „Bakoma” z siedzibą w Krakowie (1999–2001).
Od 1994 był członkiem rady głównej Business Centre Club, działacz organizacji gospodarczych. Był w gronie założycieli Wyższej Szkoły Przedsiębiorczości i Marketingu w Chrzanowie oraz zasiadał w senacie tej uczelni. Współautor wniosków racjonalizatorskich i patentów.
W latach 1993–1997 zasiadał w Senacie III kadencji wybrany jako bezpartyjny kandydat z ramienia Sojuszu Lewicy Demokratycznej, reprezentując województwo katowickie. Był wiceprzewodniczącym Komisji Gospodarki Narodowej oraz członkiem Komisji Spraw Zagranicznych i Międzynarodowych Stosunków Gospodarczych, a także stał na czele grupy polsko-włoskiej. Przystąpił do SLD, wchodził w skład władz lokalnych partii (przewodniczył radzie małopolskiej). Po raz drugi został wybrany do Senatu w 2001 z okręgu krakowskiego. W V kadencji Senatu (2001–2005) pracował w komisjach Gospodarki i Finansów Publicznych oraz Spraw Zagranicznych. W latach 1999–2001 był radnym powiatu chrzanowskiego. W 2006 i w 2010 wybierany na radnego Sejmiku Województwa Małopolskiego.
W 2005 bez powodzenia kandydował do Senatu, w 2007 do Sejmu, a w 2009 do Parlamentu Europejskiego. We wrześniu 2011 wystąpił z SLD, w następnym miesiącu kandydował do Senatu z ramienia Unii Prezydentów – Obywatele do Senatu w okręgu chrzanowskim, zajmując 3. miejsce spośród 5 kandydatów. W 2014 z listy komitetu SLD Lewica Razem bez powodzenia ubiegał się o reelekcję w wyborach do sejmiku województwa. W 2018 był kandydatem Polskiego Stronnictwa Ludowego na radnego wojewódzkiego.
Został pochowany na cmentarzu parafialnym w Chrzanowie.

## Odznaczenia
W 1997 otrzymał Krzyż Oficerski Orderu Odrodzenia Polski.

## Życie prywatne
Był żonaty z Anną, miał dwóch synów (Sławomira i Jarosława).